# 화성-14형
《화성-14》형은 북한의 ICBM이다. KN 코드로는 KN-20이다.

## 역사
2019년을 기준으로 북핵문제와 관련해 이슈가 되는 ICBM은 화성 14호, 화성 15호이다. 미국의 유일한 ICBM LGM-30 미니트맨과 비교하면 다음과 같다.
- 미니트맨-3, 무게 35톤, 길이 18 m, 직경 1.7 m, 사거리 13,000 km, 475 kt 수소폭탄 3개
- 화성 14호, 무게 40톤, 1단 추력 40톤(백두산 엔진 1개), 길이 18 m, 직경 1.7 m, 사거리 10,000 km
- 화성 15호, 무게 70톤, 1단 추력 80톤(백두산 엔진 2개), 길이 22 m, 직경	2.4 m, 사거리 13,000 km

북한의 ICBM은 평양 산음동 병기연구소에서 최종 조립된다고 한다. 지상 연소시험은 동창리 미사일 발사장에서 한다.
조선인민군 전략군의 지하 사일로 ICBM 기지는 회정리 미사일 기지 등 4곳이며, 이동식 ICBM 기지는 영저리 미사일 기지 등 3곳이 있다.
추력 80톤 백두산 엔진은 2016년에 지상 연소시험에 성공했다. 북한 방송이 크게 보도했다. 화성 13호는 2008년에 미국이 발견했다고 KN-08이라고 불리는데, 백두산 엔진이 개발되기 전이다.
- 2016년 9월 20일, 추력 80톤 백두산 엔진 지상 연소시험, 동창리 미사일 발사장
- 2017년 7월 4일, 화성 14호 1차 시험발사
- 2017년 7월 28일, 화성 14호 2차 시험발사
- 2017년 11월 29일, 화성 15호 1차 시험발사

지상형 ICBM은 선제핵공격인 제1격의 대표적인 수단이다. 현재 미국도 ICBM의 공중 요격은 불가능하여, 미사일 방어가 불가능하다. 오직 보복핵공격인 제2격만이 유일한 대응수단이다. 북한에서 화성 14호를 발사해 서울, 부산, LA, 뉴욕을 언제든지 공격할 수 있다. 정확한 사거리, 탄두는 알려지지 않았지만, LGM-30 미니트맨과 비교하면, 대략 500 kt 수소폭탄 3발을 뉴욕 워싱턴DC까지 공격할 수 있을 것으로 추정된다. 북한에서 뉴욕, 워싱턴DC 까지는 10,500 km 정도 된다. 오래전부터 서울의 1천만명은 500 kt 수소폭탄 2발로 즉시 전멸한다고 알려져 있다.
스커드 SRBM, 노동 MRBM으로 서울을 핵공격하면 미사일 방어가 가능하다. 그러나 ICBM으로 고각발사해서 서울을 핵공격하면 미사일 방어 수단이 전혀 없다. 그러나 최근 북한의 시험발사에서는, 서울에서 가장 가깝다는 삭간몰 미사일 기지에서 스커드 미사일로 서울을 핵공격할 경우에도, 한국과 미국의 미사일 방어 체계가 작동하기 전인 2분 미만의 시간으로 핵공격이 완료된다고 보도되었다.

## 시험발사

### 1차 시험발사
2017년 7월 4일, 조선민주주의인민공화국은 화성-14형 시험발사에 성공했다고 발표했다. 방현비행장 인근에서 발사되었으며, 미사일 발사정점고도는 2802 km, 비행거리 933 km로 39분간 비행하여 동해상 목표에 정확히 떨어졌다. 7월 23일 북한 노동신문은 화성 14호의 사거리가 6,400 km라고 주장했다.
장영근 항공대 교수는 "최소 사거리 5500 km이상인 ICBM은 정상고도 1200 km로 25분에서 30분간 비행해 만 km 안팎까지 날아갈 수 있다"고 말했다.
김정은이 직접 참관했으며, 3단 액체연료로 추정되는 화성 14형 미사일이 16 x 16 트럭에서 지상 발사장에 옮겨져서 발사되는 사진 여러장을 공개했다. 그동안 한미가 KN-08이라고 부르던 미사일이었다. 2008년 미국 정찰위성 포착 후 9년만에 실제 시험발사에 성공했다.
7월 10일, 미 항공우주연구기관 에어로스페이스 존 실링 연구원은 38노스 기고문에서, 500 kg 핵탄두 하나를 탑재하면 화성 14호는 대략 9700 km 떨어진 미국 서부 샌디에이고까지 날아갈 수 있다고 분석했다. 2030년에 북한이 MIRV 다탄두 ICBM을 개발할 것으로 예측했다.
7월 24일, 미국 브레이킹디펜스는 화성 14형의 크기가 너무 작다는 점을 지적했다. 화성-14형의 사거리는 5500km를 초과하지만 유용한 ICBM은 아니라고 전문가들은 분석했다. 따라서 화성-14형은 향후 2년에서 20년 사이에는 미 샌디에이고를 강타할 수 없을 것이라고 분석했다.

### 2차 시험발사
2017년 7월 28일 오후 11시 41분, 자강도 무평리에서 화성 14형을 발사했다. 최고고도 3,700 km, 비행거리 1000 km, 비행시간도 45분으로 1차 시험발사 보다 6분 이상 오래 날았다.
미국참여과학자연맹(UCS) 공동대표인 물리학자 겸 미사일 방어체계 전문가인 데이비드 라이트 박사는, 북한의 ICBM이 10,400 km의 사거리를 확보한 것으로 보인다며 LA는 물론 미 동부의 보스턴과 뉴욕까지 도달할 수 있으며 백악관이 있는 워싱턴 DC 근처까지 가능할 것으로 내다봤다.
자강도 무평리는 전천군에 속한 행정구역이다. 전천군에는 장거리 미사일 기지인 52기지가 있는 곳으로 알려져 있다. 미사일 부대인 조선인민군 전략군의 중요기지 중 하나로 꼽히며 지하로 된 미사일 공장이 있는 곳으로 전해진다.
7월 29일, 북한 관영 조선중앙통신은 서북부지대에서 발사된 '화성-14형'은 최대고도 3724.9 km까지 상승해 거리 998 km를 47분 12초간 비행했다고 보도했다. 또 "실제 최대 사거리 비행조건보다 더 가혹한 고각 발사체제에서의 재돌입 환경에서도 전투부의 유도 및 자세조종이 정확히 진행됐으며 수천°C의 고온조건에서도 전투부의 구조적 안정성이 유지되고 핵탄두 폭발조종장치가 정상 동작하였다는 것을 확증했다"고도 했다.
김승조 전 한국항공우주연구원장은 "1차 발사 때보다 연료를 더 많이 넣어 최대한 멀리 비행하도록 했을 가능성이 높다"고 말했다.

## 시험발사 분석

### 3단 여부
이나다 도모미(稻田朋美) 일본 방위상은 화성-14형이 화성-12형의 파생형일 가능성이 크다고 밝혔다. 1단 추진체로 구성된 발사체인 화성-12형을 2~3단 발사체로 확장했다는 의미다.
일본의 전 해상자위대 장성은 북한이 공개한 사진을 분석해 "이번 화성 14형 미사일은 액체 연료를 사용했고, 3단 로켓 형태로 비행 거리를 크게 늘렸다"고 설명했다.
그러나 북한이 공개한 단분리 동영상에는 2단 분리만 나오기 때문에, 3단은 아닌 것으로 보인다.

### 사거리
신원식 전 합참차장은 "탄도미사일의 사거리는 최고 고도에 4를 곱하는 방식으로 추정한다"면서 "이 방식대로라면 1만km가 넘는다"고 말했다.
방현비행장에서 워싱턴DC까지는 11,000 km, 뉴욕까지는 10,900 km 떨어져 있다.
미국 참여과학자연맹 소속 데이비드 라이트 박사는 북한의 ICBM은 샌프란시스코에 도달하려면 33∼34분, 워싱턴 D.C.와 뉴욕까지 날아가려면 38∼39분이 걸릴 것이라고 예측했다. 독일 민간 우주기술 및 로켓 상담회사인 ST 어낼리틱스의 마르쿠스 실러 박사는 북한의 ICBM이 30분 정도면 워싱턴 D.C.와 뉴욕에 도달할 수 있으며, 알래스카와 태평양사령부가 있는 미국의 하와이를 타격 목표로 삼을 경우 소요 시간은 25분 정도면 충분할 것이라고 추정했다.
북한은 화성 14형이 39분간 비행했다고 발표했는데, 39분 비행시간은 두 박사의 분석으로는 모두 미국 전역을 핵공격할 수 있다는 의미로 해석할 수 있다.
러시아 국방부는 "이르쿠츠크주 지역에 배치한 보로네시 레이다가 탐지한 정보에 따르면 북한이 발사한 미사일은 ICBM이 아닌 IRBM으로, 약 14분 간 510km를 비행했다. 최고고도는 535km였다"고 밝혔다.

## KN-22 열핵탄두
2017년 9월 3일, 김정은이 수소폭탄을 손으로 만지는 모습을 조선중앙TV가 보도하면서, 6차 핵실험을 단행했다. 보도에서는 '화성-14형' 핵탄두 수소탄이라고 쓰여진 핵탄두 개념도와 은색의 핵탄두 모형을 공개했다. KN-22 열핵탄두이다.
미국은 6차 핵실험을 1.5 메가톤으로 추정하는데, 이는 W49 핵탄두와 같다. 직경 51 cm, 길이 137-147 cm, 무게 744-762 kg, 폭발력 1.44 메가톤이다. 북한이 공개한 사진과 비교하면 직경과 길이 등이 비슷한지를 확인할 수 있을 것이다. 미국 공군 최초의 탄도 미사일 PGM-17 토르에는 W49 핵탄두 한발(750 kg)과 RV(250 kg)으로 구성된 1톤짜리 탄두가 장착되었다.

## SS-11
화성 14호는 러시아 SS-11 ICBM과 비슷하다. SS-11은 2단 액체연료 미사일로, 1단 추력 80톤이다. 화성 14호도 추력 80톤 백두엔진 1개를 사용한다. SS-11은 4개 모델이 점차 개발, 배치되었다.
- 화성 14호, 길이 19.5 m, 직경 1.7 m, 무게 불확실, 사거리 12000 km 추정,
- SS-11, 길이 17-20 m, 직경 2.0 m, 무게 40-50톤, 사거리 12000 km, 탄두중량 1.2톤, 350 kt 핵탄두 6발 또는 1.2 Mt 1발

북한이 화성-14형 탄두라면서 수소폭탄을 공개했는데, 미국 등의 분석으로는 1 Mt이 넘어 보인다는 것인데, 그러면 정말 SS-11과 거의 똑같다는 의미이다.
화성 14호의 1단 엔진은 추력 80톤 백두엔진 1개에, 보조엔진 4개가 붙어서 추력 100톤이다. 그런데, SS-11도 메인엔진 1개에 작은 보조엔진 4개가 붙었다. 이마저도 똑같다.
SS-11은 아직 MIRV 다탄두가 아니라, 저기술인 MRV 다탄두였다. 즉, 개별 탄두가 개별 목표물에 유도되는 방식이 아니라, 그냥 하나의 목표물에 여러발이 분산되어 떨어지는 방식이다.
| 비교     | 화성 14호 | SS-11 Mod-1  | SS-11 Mod-2 | SS-11 Mod-3 | SS-11 Mod-4 |
| 무게     | 33-37 톤  | 39.4-42.3 톤 | 50.1 톤     | 50.1 톤     | 50.1 톤     |
| 사거리   | 10400 km  | 12000 km     | 13000 km    | 12000 km    | 12000 km    |
| 탄두중량 | 1000 kg   | 800 kg       | 1200 kg     | 1200 kg     | 1200 kg     |
| MIRV     | 1x 1.5 Mt | 1x 1.1 Mt    | 1x 1.2 Mt   | 3x 350 Kt   | 6x 350 Kt   |

러시아는 UR-100 패밀리가 세가지 버전이 있다. 그런데, 북한은 이 세버전을 다 만들었다. 북한이 아직 안 만든 것은 무게 200톤 SS-18 뿐이다.
- UR-100, 나토명 SS-11, 화성 14호
- UR-100MR, 나토명 SS-17, 화성 15호
- UR-100N, 나토명 SS-19, 화성 16호

| 비교     | 화성 14호        | SS-11 Mod-4 | 화성 15호        | SS-17     | 화성 16호        | SS-19 Mod-3 |
| 무게     | 33-37 톤         | 50.1 톤     | 72 톤            | 71.2 톤   | 100 톤           | 105.6 톤    |
| 사거리   | 10400 km         | 12000 km    | 12000 km         | 10250 km  | 15000 km         | 10000 km    |
| 탄두중량 | 500-1000 kg 추정 | 1200 kg     | 500-1000 kg 추정 | 1200 kg   | 1500 kg 추정     | 4350 kg     |
| MIRV     | 1x 1.5 Mt        | 6x 350 Kt   | 1x 1.5 Mt 추정   | 4x 400 Kt | 3-4x 800 Kt 추정 | 6x 400 Kt   |

## 같이 보기
- 화성-10형
- 화성-12형
- 화성-15형